# LTT 9779
LTT 9779 è una nana gialla simile al Sole situata nella costellazione dello Scultore, a 263 anni luce di distanza dalla Terra.

## Sistema planetario
Nel settembre 2020 è stata annunciata la scoperta di un pianeta in orbita attorno a questa stella. Ne è stata rilevata la presenza per transito dal telescopio spaziale TESS su ricerca del dipartimento di astronomia dell’Università del Cile, ma per come si presentava si è pensato inizialmente che fosse un errore. La conferma è arrivata da terra, dal telescopio ESO di La Silla. Per le sue caratteristiche rientrerebbe oggi in una nuova categoria di esopianeti, soprannominata “nettuniano ultra-caldo”, dato che orbita ad una distanza dalla sua stella 60 volte inferiore alla Terra dal Sole, con un periodo di sole 19 ore. Raggiunge temperature elevate di 1700 °C, mentre i nettuniani caldi si attestano sui 1225 °C. Queste temperature rendono il pianeta meritevole di indagini poiché potrebbero spezzare le molecole nei loro elementi base e ionizzare i metalli. Inoltre il pianeta ha una densità simile a quella di Nettuno, con la possibilità che disponga di un nucleo solido e di un’atmosfera di idrogeno ed elio. L’atmosfera presenta una massa pari al doppio della Terra, che potrebbe essere spiegata ipotizzando le origini del pianeta come gioviano caldo che, di fronte alle forti attrazioni gravitazionali della stella, abbia ridotto l’atmosfera.
| Pianeta    | Tipo             | Massa    | Raggio  | Periodo orb. | Sem. maggiore | Incl. orbita | Scoperta |
| ---------- | ---------------- | -------- | ------- | ------------ | ------------- | ------------ | -------- |
| LTT 9779 b | nettuniano caldo | 29,32 M⊕ | 4,72 R⊕ | 0,79         | 0,01679 UA    | 76,39        | 2020     |